# سور الكوت

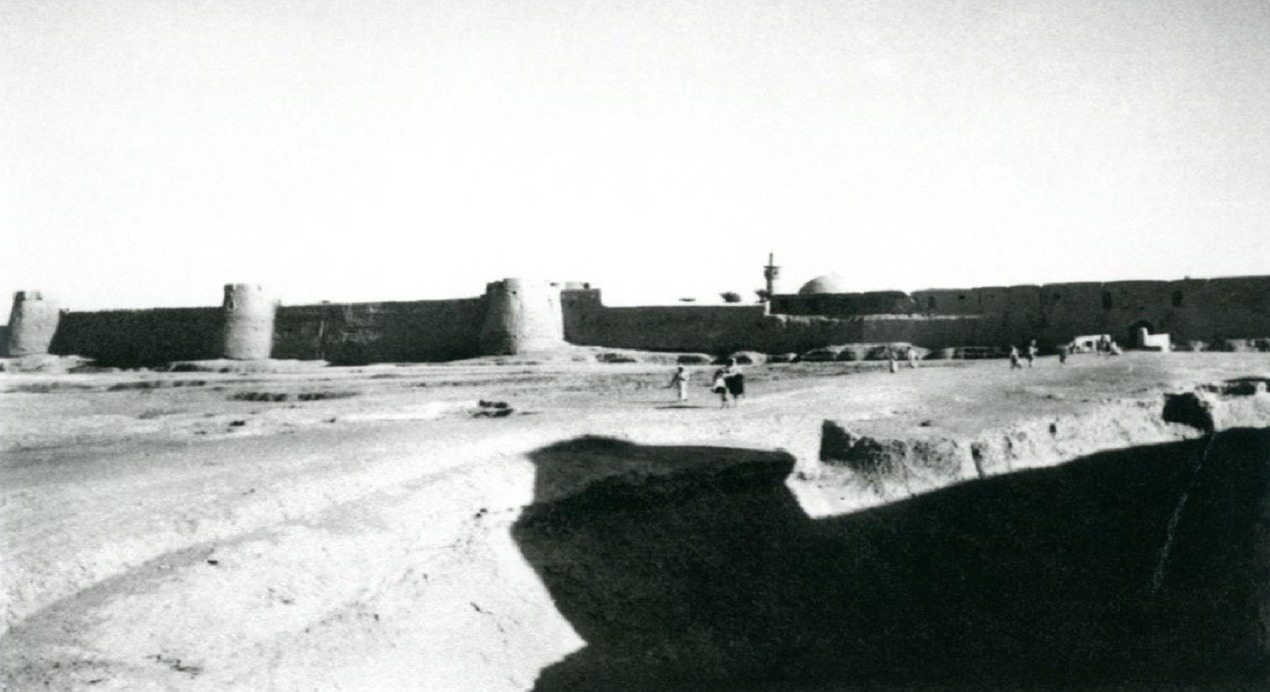
صورة لسور الكوت التقطتها الأميرة أليس، كونتيسة أثلون قبل 82 عاماً، أي عام 1938، وهي من العائلة الملكية البريطانية. تظهر في الصورة قبة ومئذنة مسجد إبراهيم.

يعتبر سور الكوت أو حصن الكوت (والكوت تعني الحصن) أحد المعالم الأثرية في المنطقة الشرقية في محافظة الأحساء، في المملكة العربية السعودية. بُني السور في العهد العثماني كمقر إقامة الحامية العثمانية من أجل حفظ الأمن في المنطقة، وهو محصن من جهاته الأربعة، ويحتوي على عدد من الجوامع والمساجد، وقد أعادت أمانة الأحساء بناء سور حي الكوت بعد 50 عاماً من اختفائه.

## التسمية
سمي بالكوت لأنه محاط بسور وخندق يفصله عن بقية المدينة وكان يُسمى سابقاً بـ حصن الكوت. 

## البناء
بُني سور الكوت في العهد العثماني كمقر إقامة الحامية العثمانية من أجل حفظ الأمن في البلاد في تلك المنطقة، وهو محصن من جهاته الأربع بأسوار مُحكمة البناء، وأول من حصن قلعة الكوت وبنى أسوارها هم الولاة العثمانيون في نهاية القرن العاشر الهجري، واتخذوا من الكوت مقراً لإقامتهم، فبنوا فيه المساجد والجوامع، وللكوت دروازتان: الكوت الشرقية، والتي تُسمى ببوابة الفتح، وهي عبارة عن بناء من دورين مدمج مع السور ويبرز منه برج القلعة الأسطواني والذي يعد من العناصر التي تتميز بها الدروازة، ودروازة أخرى تطل على الفريج الشمالي وهما منفذ قديم للأحساء. ويشير الملا إلى أن هناك الكثير من الدراويز، منها دروازة الحداديد وغيرها.

## إعادة البناء
أعادت أمانة الأحساء بناء سور حي الكوت بعد 50 عاماً من اختفائه عبر دروازة كبيرة ذات طابع عمراني تاريخي تواكب التوسع العمراني والتجاري بالمنطقة، وتأتي إعادة بناء السور ضمن مشروع تطوير الواجهة الشرقية لحي الكوت القديم، وهو عبارة عن حائط عريض من الطين يتجاوز عرضه 5 أمتار، بينما لم يتجاوز عرض السور الجديد 80 سم، وارتفاع عشرة أمتار، وقد ضم مجموعة متكررة من العقود الأقواس بطول 200 متر ورُوعي أن تكون جميع العناصر المعمارية مستمدة من العمارة المحلية في الأحساء، كما تم عمل فتحات في السور للمشاة بين كل 30 متراً تقريباً وزودت تلك الفتحات بدرجات ومنحدرات، وينتهي السور من الجهة الشمالية ب دروازة الكوت. 

## المساجد
يوجد العديد من المساجد والجوامع القديمة التي يعود تأسيسها إلى عدة قرون، ومن بينها المسجد الجبري، وأسسه سيف بن حسين الجبري في الربع الأول من القرن التاسع الهجري، ومسجد الدبس وأسسه الوالي العثماني محمد باشا فروخ سنة 963 هـ ، وكانت له منارة على طراز معماري عجيب. ومسجد إبراهيم.